# 罗登贝格
罗登贝格（德語：Rodenberg，發音：[ˈʁoːdn̩ˌbɛʁk] ⓘ）是德国下萨克森州绍姆堡县的城市，面积15.62平方千米，2023年12月31日人口为6,525人。